# Téglási Eleonóra
Téglási Eleonóra (Nyíregyháza, 1964. június 3. –) válogatott labdarúgó, kapus és hétpróbázó atléta. A budapesti Lakatos Menyhért Általános Iskola és Gimnázium testnevelés–biológia szakos tanára.

## Pályafutása

### Atlétaként
1974-ben kezdett atletizálni Nyíregyházán. Többpróbázóként háromszor javított országos ifjúsági csúcsot, kétszer volt junior magyar bajnok. Felnőtt versenyzőként 1984-ben és 1986-ban harmadik volt a magyar bajnokságon. Válogatott versenyzőként az Európa-kupán szerepelhetett. Egy sérülés miatt fejezte be az atléta pályafutását

### Klubcsapatban
A Nyíregyházi Tanárképző csapatában szerepelt. Ezt követően Budapestre költözött. Ekkor igazolta le a Renova. Korábbi sérülése miatt csak a kapus poszton szerepelhetett.1992-ben keresztszalag-szakadással műtötték. 1995-ben Íris-Hungaro-Kábel játékosa lett.

### A válogatottban
1991 és 1996 között 22 alkalommal szerepelt a válogatottban.

## Sikerei, díjai
- Magyar bajnokság
  - bajnok: 1989–90, 1991–92, 1992–93
- Magyar női labdarúgókupa
  - győztes: 1993
- Magyar szuperkupa
  - győztes: 1993
- Magyar atlétikai bajnokság: hétpróba
  - harmadik: 1984, 1986

## Statisztika

### Mérkőzései a válogatottban
| Magyarország | Magyarország         | Magyarország         | Magyarország     | Magyarország | Magyarország  | Magyarország     | Magyarország | Magyarország |
| #            | Dátum                | Helyszín             | Hazai            | Eredmény     | Vendég        | Kiírás           | Gólok        | Esemény      |
| ------------ | -------------------- | -------------------- | ---------------- | ------------ | ------------- | ---------------- | ------------ | ------------ |
| 1.           | 1991. április 2.     | Sumen (BUL)          | Jugoszlávia      | 3 – 1        | Magyarország  | nemzetközi torna | -            | becserélve   |
| 2.           | 1991. április 3.     | Várna (BUL)          | Egyesült Államok | 6 – 0        | Magyarország  | nemzetközi torna | -            |              |
| 3.           | 1991. április 5.     | Várna (BUL)          | Japán            | 2 – 0        | Magyarország  | nemzetközi torna | -            |              |
| 4.           | 1991. április 6.     | Várna (BUL)          | Magyarország     | 3 – 1        | Románia       | nemzetközi torna | -            | lecserélve   |
| 5.           | 1991. május 29.      | Nagybecskerek        | Jugoszlávia      | 0 – 0        | Magyarország  | barátságos       | -            | 65'          |
| 6.           | 1991. október 9.     | Bécs, Práter Stadion | Ausztria         | 0 – 3        | Magyarország  | barátságos       | -            | becserélve   |
| 7.           | 1993. április 9.     | Budapest, REAC pálya | Magyarország     | 0 – 2        | Olaszország   | barátságos       | -            | 46'          |
| 8.           | 1993. június 18.     | Czechowice-Dziedzice | Lengyelország    | 2 – 2        | Magyarország  | barátságos       | -            | 46'          |
| 9.           | 1993. június 20.     | Dankowice            | Lengyelország    | 0 – 0        | Magyarország  | barátságos       | -            | 46'          |
| 10.          | 1993. szeptember 5.  | Medgyesegyháza       | Magyarország     | 1 – 2        | Románia       | barátságos       | -            | 64'          |
| 11.          | 1993. szeptember 11. | Pándorfalu           | Ausztria         | 1 – 0        | Magyarország  | barátságos       | -            | 58'          |
| 12.          | 1994. április 29.    | Tiszakécske          | Magyarország     | 1 – 0        | Lengyelország | barátságos       | -            | 75'          |
| 13.          | 1994. május 1.       | Kartal               | Magyarország     | 2 – 2        | Lengyelország | barátságos       | -            | 89'          |
| 14.          | 1994. május 22.      | Arad                 | Románia          | 1 – 1        | Magyarország  | barátságos       | -            | 76'          |
| 15.          | 1994. augusztus 30.  | Madras (IND)         | Magyarország     | 7 – 0        | Üzbegisztán   | nemzetközi torna | -            | a szünetben  |
| 16.          | 1994. szeptember 2.  | Madras               | India            | 1 – 8        | Magyarország  | nemzetközi torna | -            | a szünetben  |
| 17.          | 1995. április 3.     | Várna (BUL)          | Magyarország     | 5 – 3        | Spanyolország | nemzetközi torna | -            |              |
| 18.          | 1995. április 5.     | Várna (BUL)          | Románia          | 5 – 1        | Magyarország  | nemzetközi torna | -            | 70'          |
| 19.          | 1995. április 9.     | Várna (BUL)          | Magyarország     | 1 – 1        | Lengyelország | nemzetközi torna | -            | a szünetben  |
| 20.          | 1996. június 16.     | Ungvár               | Ukrajna          | 2 – 0        | Magyarország  | Eb-selejtező     | -            |              |
| 21.          | 1996. augusztus 18.  | Bécs                 | Ausztria         | 1 – 3        | Magyarország  | barátságos       | -            |              |
| 22.          | 1996. augusztus 25.  | Szeged               | Magyarország     | 1 – 2        | Bulgária      | Eb-selejtező     | -            |              |
|              | Összesen             |                      |                  | 22           | mérkőzés      |                  | 0            | gól          |